# Kivijärvi (Tärendö socken, Norrbotten, 748751-177434)
Kivijärvi är en sjö i Pajala kommun i Norrbotten och ingår i Kalixälvens huvudavrinningsområde. Sjön har en area på 0,0509 kvadratkilometer och ligger 223,2 meter över havet.

## Delavrinningsområde
Kivijärvi ingår i det delavrinningsområde (748948-177019) som SMHI kallar för Inloppet i Saittajärvi. Medelhöjden är 282 meter över havet och ytan är 32,4 kvadratkilometer. Det finns inga avrinningsområden uppströms utan avrinningsområdet är högsta punkten. Saittajoki som avvattnar avrinningsområdet har biflödesordning 4, vilket innebär att vattnet flödar genom totalt 4 vattendrag innan det når havet efter 231 kilometer. Avrinningsområdet består mestadels av skog (83 procent) och sankmarker (14 procent). Avrinningsområdet har 0,15 kvadratkilometer vattenytor vilket ger det en sjöprocent på 0,5 procent.